# Falling James Moreland
Falling James Moreland (...) è un cantante e chitarrista statunitense.

## Biografia
È stato il fondatore e leader travestito della band losangelina dei Leaving Trains, con cui ha pubblicato 13 album.
Dal 1989 al 1990 è stato sposato con la frontwoman delle Hole Courtney Love.
Ha scritto articoli musicali in giornali di pubblicazione quali L.A. Weekly, Ben Is Dead, Flipside e Carbon 14. Fu anche nominato nel 1985 in una canzone di Tom Waits, nell'album Rain Dogs, ovvero Gun Street Girl, semplicemente come Falling James.
Ha prodotto Retard Girl, il primo singolo delle Hole e l'EP The First Session, sempre delle Hole, band di Courtney Love dal 1990 al 2002.